# Municipio de Saline (condado de Perry)
El municipio de Saline (en inglés: Saline Township) es un municipio ubicado en el condado de Perry en el estado estadounidense de Misuri. En el año 2010 tenía una población de 1610 habitantes y una densidad poblacional de 13,72 personas por km².

## Geografía
El municipio de Saline se encuentra ubicado en las coordenadas 37°49′10″N 89°56′22″O / 37.81944, -89.93944. Según la Oficina del Censo de los Estados Unidos, el municipio tiene una superficie total de 117.39 km², de la cual 117,3 km² corresponden a tierra firme y (0,07 %) 0,09 km² es agua.

## Demografía
Según el censo de 2010, había 1610 personas residiendo en el municipio de Saline. La densidad de población era de 13,72 hab./km². De los 1610 habitantes, el municipio de Saline estaba compuesto por el 99,07 % blancos, el 0,06 % eran afroamericanos, el 0,43 % eran amerindios, el 0,06 % eran de otras razas y el 0,37 % eran de una mezcla de razas. Del total de la población el 0,68 % eran hispanos o latinos de cualquier raza.